# Dokumentstyring
Dokumentstyring eller dokumenthåndtering er måde at styre dokumenter på i en virksomhed eller organisation.
Der er udviklet og videreudvikles løbende værktøjer til elektronisk dokumentstyring, fx ESDH, hvilket er relateret til digital forvaltning.
Dokumentstyring anvendes også til formel styring af dokumenter, i pharma/biotek branchen hvor dokumenter skal styres under regler som de amerikanske sundhedsmyndigheder har specificeret i FDA CFR 21 Part 11, men også generelt i andre brancher i forbindelse med ISO 9000 projekter. Formel dokumentstyring stiller krav om teknologier som for eksempel versionskontrol, elektroniske signaturer og sporbarhed af alle ændringer. En måde at realisere dette på er at sikre at hvert dokument tildeles et unikt dokumentid, og via dette id knytte hændelser til dokumentet, for eksempel hvem der har oprettet, ændret, godkendt og set dokumentet gennem dets levetid.
Begrebet indholdstype, contentclass, refererer til hvilken type af dokument der er tale om og hvilke regler som er knyttet til dokumentet. For eksempel kan man have en kontrakt eller en elektronisk laboratoriehåndbog som efter at den er godkendt og underskrevet ikke kan ændres eller slettes.
Et element i dokumentstyringen er hvordan man skaber nye dokumenter, og hvordan man opbygger biblioteker af skabeloner for nye dokumenter. Opdeling af dokumenter i elementer muliggør en enklere skabelse af skabeloner idet elementer kan genbruges i flere skabeloner. I en juridisk organisationer vil man referere til en paradigme samling mens man i den kommunale sektor i forbindelse med ESDH vil referere til frasearkiv.